# Tim Böttcher
Tim Böttcher (* 21. Juni 1991) ist ein deutscher Floorballspieler. Er steht bei UHC Weißenfels unter Vertrag.

## Karriere
Tim Böttcher begann seine Karriere in den Jugendmannschaften des UHC Weißenfels. Zur Saison 2006/07 debütierte Böttcher in der 1. Bundesliga. Im Jahr 2010 wechselte Böttcher für eine Saison zu Iron Marmots Davos-Klosters in die dritte Schweizer Liga. Böttcher ist Kapitän des UHC Weißenfels und war von 2017 bis 2024 Kapitän der deutschen Herren-Nationalmannschaft.